# Diplomat
Výraz diplomat je řeckého původu (do evropských jazyků se však dostal přes francouzský výraz diplomate) a značí osoby, které jsou pověřeny jednat jménem svého státu se zástupci a představiteli států cizích.
Diplomaté požívají jistých privilegií (výsad). Jedná se zejména o jejich imunitu (nepodléhají – až na malé výjimky – trestnímu stíhání za svou činnost) a o exteritorialitu (prostor jejich úřadu je chráněn před výkonnými orgány státu, v němž se nacházejí).

## Charakteristika
K typickým představitelům diplomata patří mj. velvyslanci, vyslanci apod. V dnešním pojetí diplomata se však nejedná jen o osoby zastupující zájmy různých států; jako diplomat, ovšem nikoliv z právního pohledu, jsou označováni i zástupci různých mezinárodních nebo supranárodních organizací (jako OSN, UNESCO apod.) nebo i někteří zástupci Svatého stolce, a to především ve sdělovacích prostředcích.
Jiní (jako např. konzulové nebo apoštolští delegáti) status diplomata naproti tomu nemají. Vymezení, úloha a privilegia diplomatů jsou řízeny Vídeňskou úmluvou o diplomatických stycích z roku 1962. Úmluva rovněž stanoví přesné procesní úkony, které musí mezi vysílajícím a přijímajícím státem proběhnout, aby daná osoba byla z pohledu úmluvy diplomatem, a další podrobnosti (odmítnutí jmenování konkrétní osoby do role diplomata, apod.).

## Diplomatická mise
Každý diplomat vykonává svou práci v rámci tzv. diplomatické mise, na jejíž podrobnostech se vysílající a přijímající stát dohodli. Krom toho diplomat, který je k tomu zmocněn vysílajícím státem nebo pověřen tzv. šéfem mise (čl. 5 úmluvy), může svůj stát také zastupovat u mezinárodní organizace (jako OSN, UNESCO apod.). Naopak obyčejní úředníci zastupující nejrůznější funkce v těchto mezinárodních organizacích, kteří nejsou vyslanci některého státu, z pohledu úmluvy diplomaty jednoznačně nejsou.